# Vinica Breg
Vinica Breg is een plaats in de gemeente Vinica in de Kroatische provincie Varaždin. De plaats telt 285 inwoners (2001).